# エミリー・チュウ
エミリー・チュウ（朱寶意、Emily Chu、1960年10月31日 - ）は、台湾の女優。香港映画界でも活躍した。

## 経歴
幼いころに両親を相次いで事故で亡くし、弟とともに祖母に育てられる。15歳で渡米して学生生活を送り、卒業後は銀行で働いていた。
1982年に帰国後はモデルとなり、女優としても映画やテレビに出演していたが、ジミー・ウォングの推薦で香港映画『ファースト・ミッション』（1985年）のヒロインに抜擢。これをきっかけに香港映画界で活躍し、『男たちの挽歌』（1986年）などに出演。『サイキックSFX/魔界戦士』（1985年）、『サイキック・アクション/復讐は夢からはじまる』（1987年）ではセミヌードで濡れ場も演じている。『ポリス・ストーリー2 九龍の眼』（1988年）にも出演予定で撮影も終わっていたが、脚本が全面的に改訂され大幅な録り直しとなったため出演シーンがすべてカットされた。日本での人気も高かったが、その後は祖母の世話をするために地元台湾に戻った。
その後も映画やテレビドラマに出演していたが、現在は引退し、未婚の母となって一人娘と生活している。

## 出演作

### 映画
- ファースト・ミッション（1985年）
- サイキックSFX/魔界戦士（1985年）
- 男たちの挽歌（1986年）
- 冒険活劇 上海エクスプレス（1986年）
- サイキック・アクション/復讐は夢からはじまる（1987年）
- 男たちの挽歌 II（1987年）
- エミリー・チュウの吸血奇伝（1987年）
- 中華道士（1987年）
- ルージュ（1987年）
- 幽幻道士4（1988年）
- チャイニーズ・ゴースト・ウェディング/霊幻花嫁（1989年）
- チャイニーズ・バンパイア・シスター（1992年）